# István Lukács

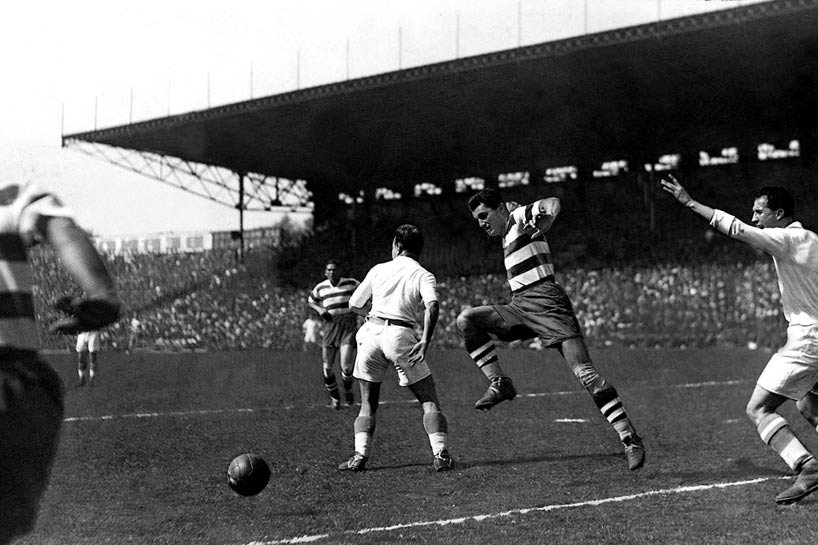
Lukács (2. v. rechts) beim Pokalfinale 1934

István Lukács (* 14. Oktober 1912 in Szeged; † Ende der 1960er Jahre), nach Annahme der französischen Staatsbürgerschaft auch Étienne Lukacs, war ein ungarischer Fußballspieler, der während des Hauptteils seiner Karriere in Frankreich gespielt hat.

## Biographie
István Lukács kam 1933 entweder direkt vom FC Szeged oder über die Zwischenstation Újpest Budapest, wo er „seine Ausbildung vollzogen hatte“, in die professionelle französische Division 1, die in ihre zweite Saison ging. Gemeinsam mit ihm hatte Georges Bayrou, der Präsident des FC Sète, auch dessen routinierten Landsmann Márton Bukovi von Ferencváros Budapest zu der Mannschaft aus dem Languedoc geholt. Lukács benötigte keine lange Eingewöhnungszeit und profitierte davon, dass Sètes Trainer René Dedieu um hochklassige Spieler wie die offensiven Ivan Bek, Ali Benouna und Jules Monsallier, den Außenläufer Louis Gabrillargues und Torhüter René Llense eine funktionierende, angriffsstarke Einheit formte. Nach Saisonende beschrieb der Almanach du football die Leistung Sètes als „komplett in allen Mannschaftsteilen, die ein präzises und oft spektakuläres Zusammenspiel boten“. Als Mittelstürmer erfüllte Lukàcs die in ihn gesetzten Erwartungen vom ersten Spiel an und schoss regelmäßig Tore für die Dauphins, wie die Grün-Weißen bis in die Gegenwart genannt werden. Am Ende der Saison hatte er in 26 Punktspielen 28 Treffer erzielt, was ihm die Torjägerkrone der Liga eintrug. Zugleich verhalf er seiner Mannschaft damit maßgeblich zum Gewinn des Meistertitels, wenngleich der sehr heimstarke FC Sète nur einen Punkt Vorsprung vor dem SC Fives und Olympique Marseille aufwies und das Glück hatte, dass Marseille seine letzten drei Begegnungen – darunter ein Nachholspiel, während Lukacs und seine Mitspieler bereits Freundschaftsspiele in Französisch-Nordafrika austrugen – verlor. Lukács war insbesondere ein „meisterlicher Kopfballspieler“, der „bei jeder Flanke und jeder Ecke für jede Abwehr das Schreckgespenst“ war, denn „trotz hautnaher Bewachung war er nicht zu halten und suchte immer die Entscheidung“.
Wenige Wochen vor dem letzten Spieltag der Liga waren Sète und Marseille auch schon im Pokalfinale aufeinandergetroffen, und auch da hatte István Lukács seine Klasse nachhaltig demonstriert, indem er früh den Rückstand seiner Elf ausglich und eine Viertelstunde vor dem Abpfiff auch das Tor zum 2:1 für Sète erzielte. Bereits in den vorherigen fünf Hauptrundenspielen war der Löwenanteil von Sètes insgesamt 18 Treffern auf sein Konto gegangen: zehn davon trugen die „Absenderangabe Lukács“. Damit schrieb sich der Mittelstürmer in die Annalen des FC Sète ein, denn der Klub war 1934 der erste in Frankreich, der den Doublé aus Meisterschaft und Pokalsieg erreichte. Einer seiner Mitspieler, Yves Dupont, schrieb später vom „Glorienschein“, der den „charmanten, eleganten Étienne Lukacs“ in Sète umgeben habe.
Dennoch verließ er Sète nach nur einem Jahr, weil Olympique Lille ihm ein finanziell „wahnsinniges Angebot“ machte. Für den Vorjahresvierten, der mit Jules Vandooren, Jules Bigot, Jean Snella und dem Ungarn André Simonyi personell gleichfalls gut besetzt war, lief Lukács in der Saison 1934/35 in 18 der 30 Punktspiele auf und schoss auch noch zehn Tore; in der Tabelle erreichten die Nordfranzosen allerdings nur den siebten Platz. Ein Jahr später hat der Mittelstürmer sogar nur noch zwölf Spiele in der Division 1 bestritten, wobei ihm lediglich drei Treffer gelungen waren. Verständnis und Zusammenspiel insbesondere mit Simonyi waren „weit entfernt von der [erhofften] Perfektion“, weil beide zu egoistisch agierten. Immerhin wurde er 1936 mit Lille noch Vizemeister hinter Racing Paris. Anschließend wechselte er zur AS Saint-Étienne, einem ambitionierten Zweitdivisionär, der den Ruf einer „Millionenelf“ hatte, weil er bereits seit der Vorsaison Klassespieler aus ganz Frankreich zusammenkaufte. Darunter war auch Lukács’ Mitspieler beim FC Sète, Ivan Bek, der bei der ASSE in drei Jahren 91 Tore erzielte, während der Neuankömmling die in ihn gesetzten Erwartungen auch dort nicht zu erfüllen vermochte. Nachdem Saint-Étienne als Drittplatzierter den Aufstieg verpasst hatte, zog es Lukács 1937 in die Schweiz zu Lausanne-Sports. Wie lange er dort spielte und was danach aus ihm geworden ist, ist bisher nicht zu ermitteln. Anfang der 1970er Jahre berichtete Yves Dupont, dass István Lukács inzwischen verstorben sei.

### Vereinsstationen
- bis 1933: FC Szeged
- 1933/34: FC Sète
- 1934–1936: Olympique Lille
- 1936/37: AS Saint-Étienne (in D2)
- 1937–?: Lausanne-Sports

## Palmarès
- Französischer Meister: 1934 (und Vizemeister 1936)
- Französischer Pokalsieger: 1934
- Torschützenkönig der Division 1: 1933/34